# Sırrı Ayhan
Sırrı Ayhan (* 1961 in Adıyaman / Türkei) ist ein kurdischer Autor und Taxifahrer deutscher Staatsbürgerschaft.

## Leben
Das Mitglied diverser literarischer Gruppen und Werkstätten wie z. B. PEN-Club oder Literaturcafé Fakir Baykurt begann 1998 zu schreiben – in erster Linie Prosa. Ayhans Werk Taxi International (2004) ist eine Art Quintessenz seiner hauptberuflichen Tätigkeit als Taxifahrer in Düsseldorf. Die literarische Collage von Gästebucheinträgen, Fotos, Gedanken und 9 Kurzgeschichten, die der Autor „Die Welt ist klein – der Mensch ist weit wie das Meer; vierzig Nationen in einem Taxi“ untertitelt hat, ist aber auch als Beitrag zur Völkerverständigung zu verstehen.
Schon vor der Veröffentlichung von Taxi International hatte Ayhan – Mitglied des TÜDAY e. V. (Menschenrechtsverein Türkei/Deutschland) und Fördermitglied von Amnesty International – durch  Foto-Text-Ausstellungen das Interesse der deutschen Öffentlichkeit erregt. Daneben hatte er Veröffentlichungen in türkischer Sprache.

## Bibliografie
- Jiyanên nîvco, Istanbul:We¸sanên Pêrî, 2002, ISBN 9758245767[1]
- Eksik Hayatlar (2003)
- Taxi International (2004)
- Berberin Dansı (2008).

## Weblink
- Literatur von und über Sırrı Ayhan im Katalog der Deutschen Nationalbibliothek